# A Tonga da Mironga do Kabuletê
"A tonga da mironga do kabuletê" é uma canção escrita pelo poeta Vinícius de Moraes e pelo músico Toquinho.

## A expressão
Na composição, os autores informam, que a expressão seria uma espécie de xingamento no idioma nagô. Uma forma de protesto político, afrontar os militares sem que eles tivessem consciência. Na época o Brasil era governado por um regime militar e essa era a oportunidade de protestar sem que os militares compreendessem. Essa supostamente significaria "o pêlo do ânus da mãe".
De acordo com o Novo Dicionário Banto do Brasil, de Nei Lopes, estas palavras significam o seguinte: (1) tonga (do Quicongo), "força, poder"; (2) mironga (do Quimbundo), "mistério, segredo" (Dicionário Houaiss da Língua Portuguesa acrescenta: "feitiço"); (3) cabuletê  (de origem incerta), "indivíduo desprezível, vagabundo" (também empregado para designar um pequeno tambor que vai preso em um cabo, usado na percussão brasileira).
- "Tonga", segundo o Dicionário Aurélio, pode ser uma palavra angolana para "terra a ser lavrada" ou "lavoura". É, ainda samtomensismo depreciativo, a designar descendentes de lusos, ou de serviçais, nascidos nas ilhas.
- "Mironga" é, em candomblé e em outras religiões afro brasileiras, "feitiço, sortilégio, bruxedo".
- "Cabuleté", no mesmo léxico, é "indivíduo reles, desprezível, vagabundo".

A despeito do significado literal, a expressão foi escolhida pelo poeta Vinícius de Moraes pela sua sonoridade, sem valor semântico, mas com alto valor sugestivo. É uma inovação linguística que se instalou na cultura popular brasileira.

## Sucesso
Lançada nos anos 1970 pela dupla, foi um de seus maiores sucessos, cantada ainda pelo sambista Monsueto, sendo, durante aqueles anos, uma expressão de uso bastante popular, à qual não se emprestava nenhum significado particular.

## Contexto
Dizem os versos:
Você que ouve e não fala,
Você que olha e não vê,
Eu vou lhe dar uma pala,
Você vai ter que aprender:
A tonga da mironga do kabuletê.
Depois, a canção diz que o ouvinte deve "viver na tonga da mironga", para encerrar mandando-o para a "tonga da mironga"…